# Лозоходіння

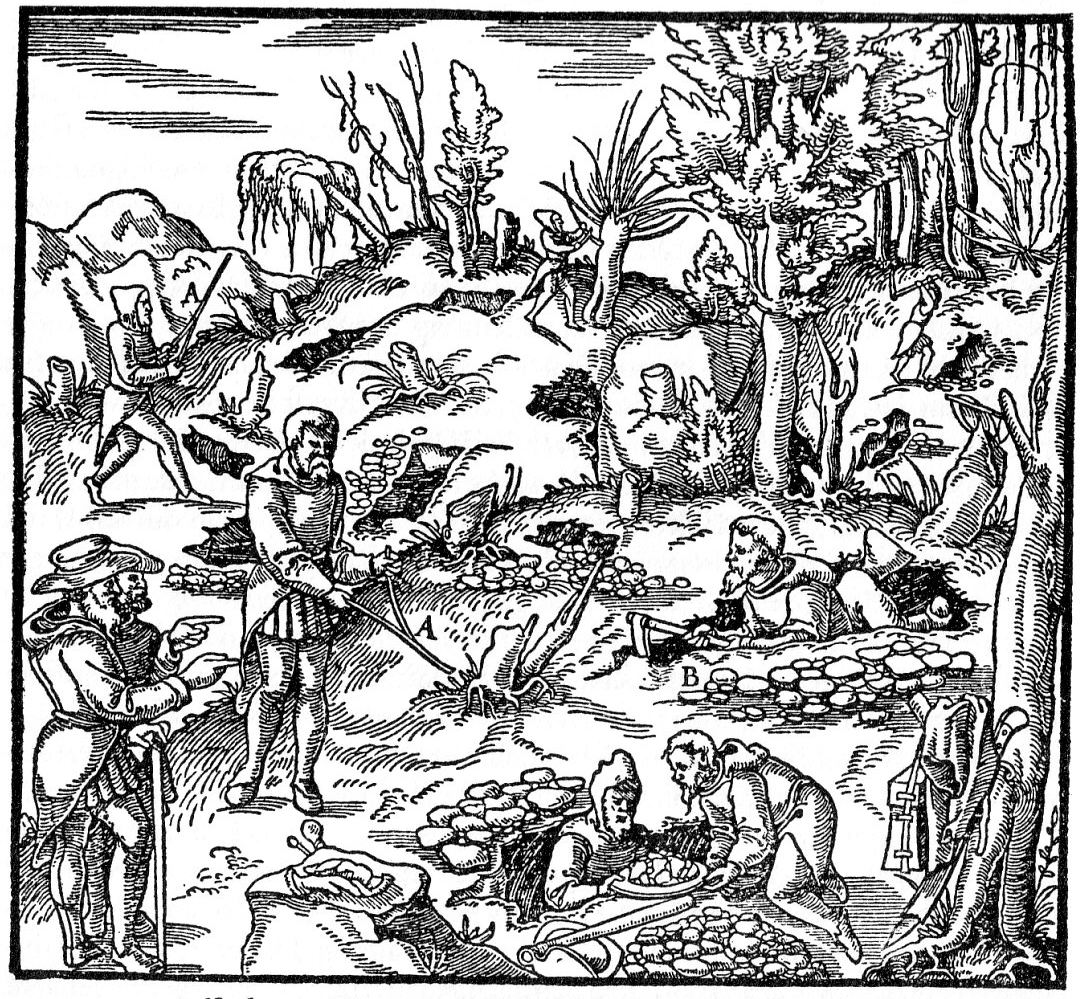
Лозоходець. Гравюра XVI ст.

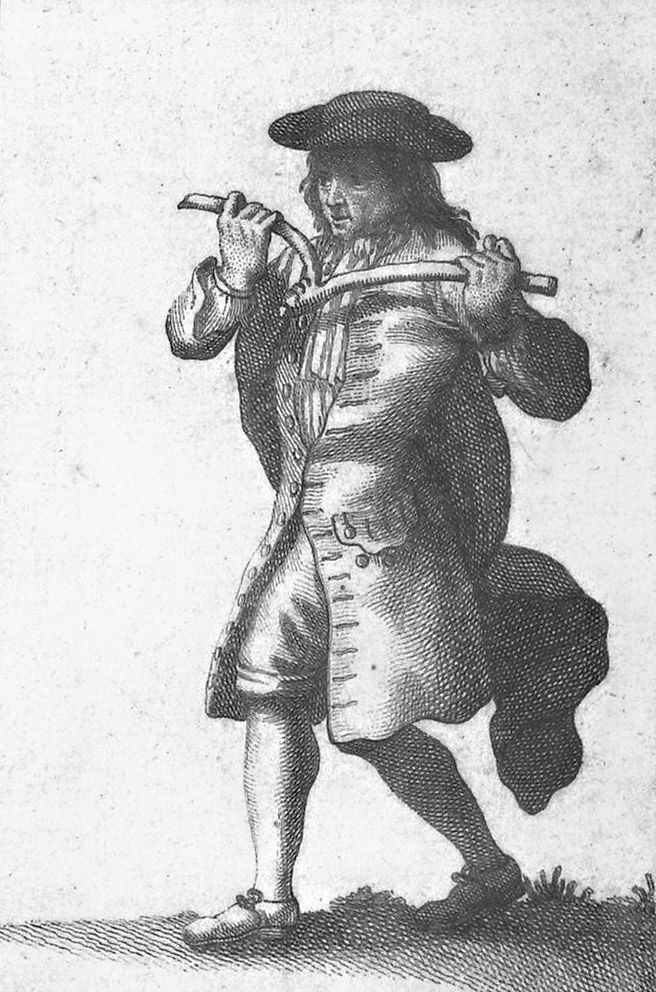
Лозоходець з французької книги XVIII століття, присвяченій забобонам.

Лозохо́діння, лозохо́дство — група парапсихологічних практик, яка декларує можливість виявлення прихованих предметів, зазвичай розташованих під землею, таких як порожнини, джерела води, поклади корисних копалин, «геопатогенні зони», «лінії магічної сили» і т. ін. за допомогою лози, спеціальної рамки, маятника чи інших пристосувань. Наукових доказів реальності явища не існує.

## Історія лозоходіння
Спочатку лозоходіння було утилітарною магічною або ритуальної практикою, метою якої було виявлення підземних вод, покладів руд та скарбів. Його, мабуть найбільш рання згадка (і засудження) в літературі, можна знайти в Біблії:
|  | Народ Мій допитується в свого дерева, і об'являє йому його палиця відповідь; Бо дух блуду ввів їх в оману, і блудодіючи вони відступили від Бога свого. |

У західноєвропейській літературі згадки про лозохідські методики зустрічаються з XV століття і відносяться до гірників Німеччини, які шукали жили металевих руд. Ця практика, слідом за Німеччиною, набула поширення і в Англії, куди її принесли німецькі шахтарі, зайняті розробкою вугілля. Втім, Георгій Агрікола у своїй фундаментальній праці «Про гірничу справу і металургію» (De Re Metallica), виданому 1556 року про лозоходіння відгукувався вельми скептично:
|  | ...розсудлива людина, що розуміє знаки природи, лози не потребує... Вона побачить природні ознаки (рудних) жил і без допомоги чарівного прута... |

## Практика лозоходіння
У згаданій праці «Про гірничу справу і металургію» (De Re Metallica) Георг Аргікола так описує практику лозоходіння:
|  | Деякі з тих, що користуються цією паличкою, спершу обрізають ножем роздвоєну гілку ліщини, яку вони вважають найбільш підхожою для пошуку руди; інші ж в зв'язку з різноманітністю металів користуються різними рудопошуковими лозами, а саме: горіховими для срібних руд, ясеневими для мідних, сосновими для свинцевих і особливо для олов'яних і, нарешті, залізними прутиками для знаходження золота. Ті і інші беруть рогатку з лози за її ріжки, стискаючи руки в кулаки; при цьому, однак, вважається обов'язковим, щоб стислі в кулак пальці були звернені до неба і щоб лоза тим кінцем, до якого сходяться обидві ріжки, була піднята догори. Потім шукачі руд з цими прутиками пускаються бродити по гірських місцях. Як вони запевняють, лише тільки вони наступлять на жилу, їх лоза повертається донизу, вказуючи їм на родовище, а лише тільки вони відійдуть від місця цієї жили, вона знову стає в їх руках нерухомою. Так ось, за їх твердженнями, причиною руху лози і є деяка властива рудам сила, яка іноді така велика, що нахиляє до себе навіть гілки зростаючих поблизу дерев. Ті ж, які, навпаки, вважають, що рудопошукова лоза не може ніякій серйозній людині принести яку-небудь користь, заперечують, що сила руд може бути причиною рухів цієї палички, бо вона приходить в рух не у всіх людей, а лише у тих, хто вдається до всякого роду замовлянь, у які вони вірять. Вони заперечують здатність руд притягати до себе гілки дерев... |

Прихильники лозоходіння вважають, що необхідно п'ять умов для того, щоб лоза виконувала своє призначення:
- розмір прутика, бо сила руд не в змозі повернути дуже велику палицю
- форма лози, бо якщо вона не вилкоподібна, то сила, мовляв, не може повернути її
- сила руд, що мають властивість цього притягнення
- правильне поводження з лозою
- відсутність у лозоходців яких-небудь прихованих властивостей, що заважають впливу руд на неї.

## Обладнання

### Лоза
Традиційно, найрозповсюдженіших “інструментом” для лозоходіння є сама лоза – Y-подібні гілки дерев та кущів. Деякі фахівці надають перевагу певним видам дерев, іншим же необхідні свіжо зрізані гілки. Найпопулярнішими є верба, персик та горіх. Тримаючи гілку в руках, лозоходець повільно обходить територію очікуючи на “сигнали”.

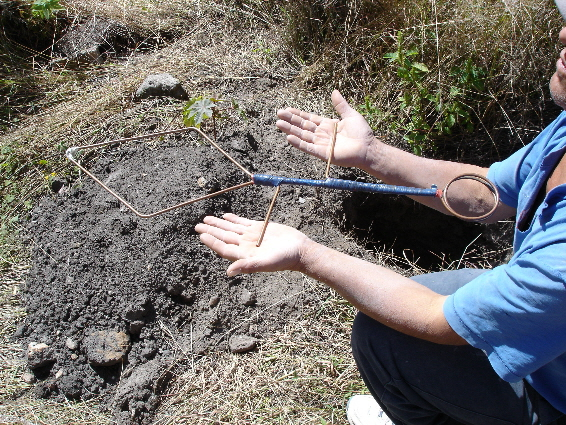
Сучасний лозоходець з металевою "лозою"

### Пара металевих прутиків
Багато лозоходців сьогодення використовують пару металевих прутиків у формі літери “Г”. Прутики тримають за довгий кінець, спрямовуючи його коротку частину вперед таким чином, щоб вона могла вільно обертатися. Коли лозоходець щось “знаходить”, обертання обох прутиків синхронізуються. Для виготовлення “інструментів” використовуються найрізноманітніші матеріали: дротяні вішалки, прапорці, що використовуються для позначення інженерних споруд, скло та пластик. 

### Маятник
Маятник на короткій нитці – популярний інструмент серед сучасних лозоходців. Тримаючи нитку однією рукою, спеціаліст вдивляється в коливання маятника та інтерпретує їх, щоб визначити місце знаходження шуканого об'єкта.

## Цікаво
Відомі сучасні спроби використання наукоподібно оформленого лозоходіння для створення практичних виробів. Наприклад, створені на основі ефекту "пошукової лози" відомі детектори ADE 651, Sniffex, GT200, Quadro Tracker, Alpha6 призводили до скандалів і навіть серйозних тюремних термінів для організаторів. Це сталося, зокрема, з творцями псевдодетекторів GT200 і ADE651, що було пов'язано не тільки з обманом покупців, але і з реальною шкодою, в разі їх застосування для виявлення вибухових речовин.